# Christopher McCandless
Christopher Johnson McCandless (IPA: /ˈkrɪstəfər ˈdʒɒnsən məˈkændlɨs/) (12 de febrer de 1968 - 18 d'agost de 1992) va ser un estatunidenc que va morir a prop del Parc Nacional Denali després de caminar en solitari per la tundra d'Alaska amb poc menjar i un equip insuficient. Jon Krakauer va escriure un llibre sobre la seva vida, Into the Wild, el 1996, Hacia rutas salvajes en versió castellana 1998, que va inspirar el 2007 una pel·lícula dirigida per Sean Penn i protagonitzada per Emile Hirsch, Enmig de la Natura.

## Infància i educació
McCandless va créixer a Annandale, Virgínia, al comtat de Fairfax. El seu pare, Walt McCandless, va treballar per a la NASA com a especialista en antenes. La seva mare, Wilhelmina "Billie" Johnson, era la secretària del seu pare i més endavant va ajudar Walt a instal·lar una reeixida companyia consultora.
Des de molt petit, els seus mestres van notar que en Chris tenia una voluntat inusualment obstinada. Quan va créixer, va adquirir un intens idealisme i una gran resistència física. A l'institut, va fer de capità de l'equip de curses, on va animar els seus companys d'equip a córrer com si córrer fos un exercici espiritual, es tractava de córrer "contra les forces de la foscor (...) contra tot el mal del món, tot l'odi".
Es va graduar a l'escola secundària W. T. Woodson el 1986 i a la Universitat d'Emory, el 1990, es va especialitzar en història i antropologia. Els seus resultats superiors a la mitjana i els seus èxits acadèmics amagaven un menyspreu creixent cap a allò que ell percebia com el materialisme buit de la societat nord-americana. "En el seu primer any se li va oferir de pertànyer a la fraternitat Phi Beta Kappa, però va rebutjar-ho argumentant que els honors i els títols són irrellevants" (citat de ‘Into the Wild’). Les obres de Jack London, Tolstoi i Henry David Thoreau van tenir una gran influència en McCandless, i va somiar a abandonar la societat, a l'estil de Thoreau, per un període de solitària contemplació, per trobar-se a ell mateix.

## En el camí
Després de graduar-se a Emory el 1990, va donar els seus estalvis: $24,000, a la beneficència i va començar a viatjar pel país, utilitzant "Alexander Supertramp" com a nom. McCandless va viatjar per Arizona, Califòrnia i Dakota del Sud, on va treballar al camp. Va alternar períodes de treball relativament fixes i de gran contacte amb la gent, amb períodes sense diners i sense cap contacte humà, fins al punt que en alguns moments va haver de lluitar per l'aliment. Va sobreviure diferents perills durant aquests períodes de vida salvatge, un exemple és quan va perdre el seu vehicle en un diluvi, i quan va baixar en canoa pel riu Colorado, en direcció al golf de Califòrnia. McCandless estava orgullós de sobreviure amb el mínim i amb una preparació bàsica.
Durant anys, McCandless havia somniat amb una "Odissea d'Alaska": viure de la terra, lluny de la civilització, i mantenint un diari de vida que descrivís el seu progrés físic i espiritual, enfrontant-se a les forces de la natura. L'abril de 1992 va fer autoestop fins a Fairbanks, Alaska. Fou vist en vida per darrer cop per James Gallien, qui el va portar de Fairbanks a Stampede Trail. Gallien es va preocupar per Alex', ja que tenia pocs mitjans materials i cap experiència al territori d'Alaska. Gallien va intentar persuadir Alex de canviar el seu rumb, fins i tot va oferir-se per portar-lo a Anchorage per comprar equipament adient. McCandless va rebutjar de rebre qualsevol ajut, tret d'un parell de botes de cautxú, dues llaunes de tonyina i una bossa de blat de moro.
Després de fer una caminada a Stampede Trail, McCandless va trobar-se un autobús abandonat que utilitzaria com a residència, i es va espavilar per viure exclusivament de la terra. Tenia una bossa d'arròs, un rifle Remington semiautomàtic, municions, un llibre sobre les plantes locals, altres llibres, i poc material d'acampada. Va arribar a la conclusió que per sobreviure hauria de caçar tot i la seva inexperiència com a caçador. McCandless va capturar amb èxit animals petits com eriçons i ocells. Una vegada va matar un ant, tot i que no va aconseguir conservar tota la carn que li va sobrar, malgrat que l'havia fumat sobre els arbusts, tal com li van recomanar els caçadors que havia conegut a Dakota del Sud.
El seu diari de vida conté entrades per un total de 113 dies. Aquestes dades relaten la sort canviant de McCandless. Després de viure amb èxit a l'autobús durant mesos, Chris va decidir sortir-ne el juliol, però es va trobar el camí bloquejat pel riu Teklanika, que portava més aigua que quan l'havia travessat a l'abril.
El 6 de setembre de 1992, dos excursionistes i un grup de caçadors d'ants van trobar aquesta nota a la porta de l'autobús: 
"S.O.S., necessito el vostre ajut. Estic ferit, a punt de morir, i massa feble per caminar. Estic completament sol, no és cap broma. En el nom de Déu, siusplau quedin-se aquí per salvar-me. Estic recollint baies a prop d'aquí i tornaré aquesta tarda. Gràcies, Chris McCandless. Agost"
Era el 12 d'agost, dia que va escriure les seves darreres paraules en el seu diari. Va arrencar la pàgina final del llibre de memòries de Louis L'Amour, "Educació d'un Home Errant". A l'altre costat de la pàgina, Chris va afegir, "he tingut una vida feliç i dono gràcies al Senyor. Adéu, benediccions a tots".
El seu cos va ser trobat dins un sac de dormir a l'autobús, pesava tan sols uns 30 quilos. Havia mort feia més de dues setmanes. La causa oficial de la seva mort va ser inanició.
El seu biògraf Jon Krakauer ha sostingut que dos factors podien haver contribuït a la mort de McCandless l'agost de 1992. Primer, que estava en risc d'inanició a causa de la seva creixent activitat, en comparació amb el poc aliment que consumia pel que caçava. Tanmateix, Krakauer insisteix que la inanició no va ser, tal com ho indiquen els certificats de defunció de McCandless, la causa primària de la seva mort. Inicialment, Krakauer va suggerir que McCandless podria haver ingerit granes tòxiques (Hedysarum alpinum). Tanmateix, les proves de laboratori van demostrar que no hi havia cap rastre de toxina present en els subministraments de menjar de McCandless. En les edicions posteriors del seu llibre, Krakauer ha sostingut que fou un fong, Rhizoctonia leguminicola, que va créixer a les granes que McCandless va menjar, que va provocar-li la mort. Tot i així, no hi ha cap prova per recolzar aquesta teoria de Krakauer amb l'excepció d'un escrit que va fer McCandless en el seu diari el dia 30 de juliol que comença així: EXTREMADAMENT FEBLE, MANCA D'AIGUA, GRANA...; però tota la informació forense disponible suggereix que McCandless simplement va morir de fam.

## Llegat cultural
El llibre de Krakauer va fer de McCandless una figura heroica per a molts. El 2002, l'autobús abandonat on McCandless va viure va esdevenir una destinació turística. La pel·lícula Into the Wild, (traduïda al castellà com a Hacia rutas salvajes i Vers l'inconnu en francès al Quebec) basada en el llibre de Jon Krakauer, va ser estrenada el setembre de 2007 amb bones crítiques.
Call of the wild és un documental dirigit pel director independent Ron Lamothe i estrenat el 2007 on es narra l'odissea de McCandless.

## Negligència
McCandless ha estat un personatge controvertit d'ençà que es va conèixer la seva història el 1992. Tot i que Krakauer i els seus lectors ofereixen una visió indulgent vers McCandless, alguns habitants d'Alaska mantenen una visió més aviat negativa de McCandless i d'aquells que creuen en el seu desenllaç romàntic.
La visió més indulgent dels detractors de McCandless és que el seu comportament deixava veure una manca considerable de sentit comú. Va decidir no dur cap brúixola (la qual cosa molta gent en la mateixa situació hauria considerat essencial). McCandless desconeixia l'existència d'un vagó penjat (amb un mecanisme manual de politges) a 400 metres del punt on ell va intentar travessar el riu. Si ho hagués sabut, podria haver-se salvat fàcilment. A més, existien cabanes amb provisions d'emergència a unes 6 milles al sud de l'autobús, tot i que sembla que estaven en mal estat a causa del vandalisme del mateix McCandless (especulacions principalment en alguns detalls del documental de Lamothe). Tot i això, Ken Kehrer, cap dels ràngers de Denali National Park, nega que McCandless fos considerat sospitós de vandalisme pel servei del parc nacional. Aventurar-se sol en una àrea salvatge, sense una planificació adient, experiència, preparació o queviures, sense notificar-ho a ningú i sense cap equip d'emergència, era contrari a qualsevol principi de supervivència a l'aire lliure i, pels entusiastes de les activitats a l'aire lliure, considerat com la millor manera d'acabar tràgicament.
El rànger Peter Christian va escriure: "Estic constantment exposat al que jo anomeno el ‘Fenomen McCandless'. Són gairebé sempre homes joves que venen a Alaska per desafiar-se a ells mateixos contra un paisatge desert, on l'accés és difícil i les possibilitats de rescat són pràcticament inexistents. […] Quan vostè considera allò que va fer McCandless, des de la meva perspectiva, es veu ràpidament que fou simplement ximple, tràgic i desconsiderat. Primer, va passar molt poc temps aprenent com era realment la vida salvatge. Va arribar a Stampede Trail sense un mapa de l'àrea. Si hagués tingut un mapa se n'hauria sortit sense dificultat".
Judith Kleinfeld va escriure a Anchorage Daily News que "molts habitants d'Alaska van reaccionar amb ràbia davant la seva estupidesa. Hauria de ser completament idiota, afirmen, per morir d'inanició durant l'estiu a 20 milles de la carretera".
La seva vida i figura és paral·lela a la d'Everett Ruess, que va viure en circumstàncies semblants, però que va desaparèixer misteriosament al desert de Utah.